# Klementyna Czartoryska
La principessa Klementyna Maria Teresa Czartoryska (Korec', 30 settembre 1780 – Gumniska, 2 marzo 1852) è stata una nobile polacca.

## Biografia
Klementyna era la figlia del principe Józef Klemens Czartoryski, e di sua moglie, Dorota Barbara Jabłonowska.

### Matrimonio
Nel 1795 partì con il padre per la Sassonia. Nel 1798 sposò Eustachy Erazm Sanguszko (26 ottobre 1768-2 dicembre 1844), figlia di Hieronim Janusz Sanguszko. Ebbero tre figli:
- Dorota (1799–1821), sposò Karol Sanguszko, non ebbero figli;
- Roman Stanisław (1800–1881), sposò Natalia Potocka, ebbero una figlia;
- Władysław Hieronim (1803–1870), sposò Izabela Maria Lubomirska, ebbero cinque figli.

Il marito non gli era molto fedele tanto che ebbe una relazione con Julia Lubomirska. Nel 1810 lasciò definitivamente la Sassonia, quando il marito partì per la Volinia senza consultare il governo del Ducato di Varsavia e fu accusato di diserzione. Klementyna iniziò una corrispondenza con le autorità spiegando il comportamento del marito e successivamente mitigò gli effetti del suo isolamento politico e sociale. Dal 1813 si stabilì a Slavuta. Dedicò il suo tempo alla ristrutturazione della residenza di famiglia e alla creazione di una biblioteca, la cui base era la collezione ereditata da suo padre, che poco prima della morte di Klementyna, la biblioteca era costituita da 6 000 volumi.
Dopo la morte improvvisa della figlia Dorota, fece erigere la Chiesa di S. Dorotea a Slavuta. Riuscì a impedire la confisca dei beni di famiglia per la partecipazione di suo figlio Roman alla rivolta di novembre, e cercò anche di liberare suo figlio dall'esilio, usando a questo scopo la sua vecchia conoscenza con l'imperatrice Alexandra. Negli anni 1832-1835 scrisse un diario che venne pubblicato a stampato nel 1927.

### Morte
Dopo la morte del marito nel 1844, si trasferì al Palazzo Sanguszko a Gumniska, dove continuò le sue opere di beneficenza. È stata sepolta nel vecchio cimitero di Tarnów, nella tomba di famiglia.

## Ascendenza
|                                     |                                |                           | Genitori                |  |  | Nonni |  |  | Bisnonni          |  |  | Trisnonni             |  |
|                                     |                                |                           |                         |  |  |       |  |  | Józef Czartoryski |  |  | Jan Karol Czartoryski |  |
|                                     |                                |                           |                         |  |  |       |  |  | Józef Czartoryski |  |  | Jan Karol Czartoryski |  |
|                                     |                                | Magdalena Konopacka       |                         |  |  |       |  |  | Józef Czartoryski |  |  |                       |  |
| Stanisław Kostka Czartoryski        |                                |                           |                         |  |  |       |  |  | Józef Czartoryski |  |  |                       |  |
|                                     |                                | Teresa von Dönhoff        | Władysław von Dönhoff   |  |  |       |  |  |                   |  |  |                       |  |
|                                     |                                | Teresa von Dönhoff        | Władysław von Dönhoff   |  |  |       |  |  |                   |  |  |                       |  |
|                                     |                                | Teresa von Dönhoff        | Konstancja Sluszczanka  |  |  |       |  |  |                   |  |  |                       |  |
| Józef Klemens Czartoryski           |                                | Teresa von Dönhoff        |                         |  |  |       |  |  |                   |  |  |                       |  |
|                                     |                                | Jakub Zygmunt Rybiński    | Jurgis Rybinskis        |  |  |       |  |  |                   |  |  |                       |  |
|                                     |                                | Jakub Zygmunt Rybiński    | Jurgis Rybinskis        |  |  |       |  |  |                   |  |  |                       |  |
|                                     |                                | Jakub Zygmunt Rybiński    | Beata Rowińska          |  |  |       |  |  |                   |  |  |                       |  |
| Anna Rybińska                       |                                | Jakub Zygmunt Rybiński    |                         |  |  |       |  |  |                   |  |  |                       |  |
|                                     |                                | Helena Joanna Potocka     | Jerzy Potocki           |  |  |       |  |  |                   |  |  |                       |  |
|                                     |                                | Helena Joanna Potocka     | Jerzy Potocki           |  |  |       |  |  |                   |  |  |                       |  |
|                                     |                                | Helena Joanna Potocka     | Aleksandra Rosciszewski |  |  |       |  |  |                   |  |  |                       |  |
| Klementyna Maria Teresa Czartoryska |                                | Helena Joanna Potocka     |                         |  |  |       |  |  |                   |  |  |                       |  |
|                                     | Stanisław Wincenty Jabłonowski | Jan Stanisław Jabłonowski |                         |  |  |       |  |  |                   |  |  |                       |  |
|                                     | Stanisław Wincenty Jabłonowski | Jan Stanisław Jabłonowski |                         |  |  |       |  |  |                   |  |  |                       |  |
|                                     | Stanisław Wincenty Jabłonowski | Jeanne Marie de Béthune   |                         |  |  |       |  |  |                   |  |  |                       |  |
| Antoni Barnaba Jabłonowski          | Stanisław Wincenty Jabłonowski |                           |                         |  |  |       |  |  |                   |  |  |                       |  |
|                                     |                                | Dorota Bronisz            | Piotr Bronisz           |  |  |       |  |  |                   |  |  |                       |  |
|                                     |                                | Dorota Bronisz            | Piotr Bronisz           |  |  |       |  |  |                   |  |  |                       |  |
|                                     |                                | Dorota Bronisz            | Marianna Szołdrska      |  |  |       |  |  |                   |  |  |                       |  |
| Dorota Barbara Jabłonowska          |                                | Dorota Bronisz            |                         |  |  |       |  |  |                   |  |  |                       |  |
|                                     |                                | Pawel Karol Sangusko      | Hieronim Sanguszko      |  |  |       |  |  |                   |  |  |                       |  |
|                                     |                                | Pawel Karol Sangusko      | Hieronim Sanguszko      |  |  |       |  |  |                   |  |  |                       |  |
|                                     |                                | Pawel Karol Sangusko      | Konstancja Sapieha      |  |  |       |  |  |                   |  |  |                       |  |
| Anna Sanguszko                      |                                | Pawel Karol Sangusko      |                         |  |  |       |  |  |                   |  |  |                       |  |
|                                     |                                | Barbara Urszula Duninówna | Jakub Dunin             |  |  |       |  |  |                   |  |  |                       |  |
|                                     |                                | Barbara Urszula Duninówna | Jakub Dunin             |  |  |       |  |  |                   |  |  |                       |  |
|                                     |                                | Barbara Urszula Duninówna | Marianna Grudzińska     |  |  |       |  |  |                   |  |  |                       |  |
|                                     |                                | Barbara Urszula Duninówna |                         |  |  |       |  |  |                   |  |  |                       |  |